# Église des Carmélites de Linz
L'église des Carmélites de Linz (capitale de la Haute-Autriche) est située sur la Linzer Landstrasse près de l'église des Ursulines.

## Histoire
Le Couvent des Carmélites de Linz existe depuis 1671. Cette année, deux carmélites viennoises se sont rendues à Linz pour chercher un endroit convenable pour un monastère et une église. Elles ont d'abord vécu dans la maison du fabricant de pain d'épice Matthias Panlechner à Herrengasse sur Linzer Landstrasse . Après l'achat de la maison de borne , la première église (chapelle) a été construite en 1675 à l'actuel passage Mozart .
Le 1er juillet 1690, le gouverneur Franz Joseph von Lamberg posa la première pierre de l'église, qui fut achevée en 1710 . Le modèle de cette église était la église Saint-Joseph de Vienne. Une deuxième phase de construction a eu lieu en 1720-1726 .
En 1785, la paroisse de l'église paroissiale de Linz a été divisée et le Josefspfarre a été fondé et a existé jusqu'en 1854.
En 1871, l'église était au centre de l'affaire confessionnelle, qui impliquait des abus sexuels et la liberté de la presse.
En 1944, le pasteur Paulus Wörndl a été condamné à mort pour haute trahison et démoralisation des troupes militaires et a été envoyé à la prison de Brandebourg, où le Haut-Autrichien Franz Jägerstätter avait été décapité en 1943 .

## Description
La façade ouest a été fortement influencée par celle de l'église des Carmélites à Prague et a été modernisée en détail par les architectes Martin Witwer et Johann Michael Prunner .
Des stucs de Diego Francesco Carlone et Paolo d'Allio ornent ce bâtiment baroque. Sur le côté du portail principal, il y a des figures de Sainte Thérèse et Saint Jean, et une figure colossale de Saint Joseph dans la niche du pignon (1722).
L'image du maître-autel de la Sainte Famille vient de Martino Altomonte (1724), les sculptures en stuc des autels latéraux par Diego Carlone. La chaire de 1714 est richement décorée, les confessionnaux (1711) sont finement sculptés. Sur la table de l'autel se trouve le cercueil en verre de Saint Felix (1733), sous la galerie de musique il y a des chapelles avec des barreaux en fer forgé.

## Littérature
- Leo Möstl : 300 ans de l'église des Carmélites à Linz. Dans : Historisches Jahrbuch der Stadt Linz 1973/74 Linz 1974, p. 131-175, PDF dans le forum OoeGeschichte.at.
- Dehio Haute-Autriche - Tome II - Linz . 2009,  (ISBN 978-3-85028-483-7), p. 183-192.

## Liens web
- Couvent des Carmélites de Linz. Page d'accueil de la Convention. Dans : linz.karmel.at.